# Харрес, Фил
Фил Харрес (нем. Phil Harres; родился 25 марта 2002 года, Даттельн, Германия) — немецкий футболист, нападающий «Хольштайна».

## Карьера
Фил Харрес — воспитанник «Боруссии (Дортмунд)», «Бохума», «Хомбухера», «Пройссен Мюнстера» и «Динамо (Дрезден)». Дебютный матч за последних провёл в 1/4 финала Кубка Саксонии против «Бишофсвердаэра». Свой единственный матч в чемпионате за «Динамо (Дрезден)» провёл 10 августа 2022 года в матче против «Ферля», выйдя на замену на 85-й минуте вместо Штефана Кучке. Всего за «Динамо (Дрезден)» сыграл три матча.
19 июля 2021 года был отдан в аренду в «Ульм 1846». За клуб дебютировал 24 июля в матче первого круга Кубка Вюртембергской футбольной ассоциации против «Нусплингена», где оформил покер. В Региональной лиге «Юго-Запад» дебютировал в матче против «Франкфурта» из Франкфурта-на-Майне, где отыграл все 90 минут. Свой первый гол в Региональной лиге забил в ворота «Рот-Вайсс (Кобленц)». В матче против «Аалена» оформил дубль. Всего за «Ульм 1846» сыграл 41 матч, где забил 17 мячей.
1 сентября 2022 года был отдан в аренду в «Викторию 1889». Дебют за клуб состоялся в матче Кубка Берлина против «Хайнерсдорфа», где забил гол. В Региональной лиге дебютировал в матче против «Теннис Боруссии Берлин». 21 марта 2023 года в матче против «Динамо (Берлин)» оформил дубль и отдал голевую передачу, но получил жёлтую карточку, из-за чего пропустил один матч. Всего за «Викторию 1889» сыграл 34 матча, где забил 12 мячей.
1 июля 2023 года перешёл в «Хомбург». Первый матч за клуб сыграл 6 августа против «Аалена». Первый гол забил в Кубке Германии в ворота «Дармштадт 98». 16 сентября в матче против «Штутгарт II» оформил покер, в следующем туре забил два мяча в ворота «Астории Вальдорф», а 18 ноября оформил хет-трик в ворота «Аалена». Эти и не только голы позволили ему стать лучшим бомбардиром Региональной лиги «Юго-Запад» с 24 мячам за сезон. Всего за «Хомбург» отыграл 43 матча, где забил 28 мячей и отдал 3 голевые передачи.
1 июля 2024 года за 200 тысяч евро был продан в «Хольштайн». Дебютный матч за вторую команду состоялся 17 августа против «Любека». Свой первый гол за «Хольштайн II» забил в ворота «Тодесфельде». За основную команду дебютировал в матче против «Штутгарта». Первый гол за «Хольштайн» Фил Харрес забил в ворота «Вердера». 21 декабря в матче против «Аугсбурга» забил два мяча.

## Достижения
- Лучший бомбардир Региональной лиги «Юго-Запад»: 2023/24
- Лучший бомбардир Кубка Вюртембергской футбольной ассоциации: 2021/22
- Финалист Кубка Вюртембергской футбольной ассоциации: 2021/22